# Esteban Agustín Gascón (Buenos Aires)
Esteban Agustín Gascón (appelée localement Gascón) est une localité dans la province de Buenos Aires, en Argentine. Elle est située dans le partido d'Adolfo Alsina, 

## Géographie
Esteban Agustín Gascón se situe à 530 km au sud-ouest de Buenos Aires et à 53 km au sud-ouest de Carhué, chef-lieu du partido. La localité est proche de la frontière entre la province de Buenos Aires et la province de La Pampa. Aucun cours d'eau traverse la localité, bien qu'elle soit entourée de plusieurs lagunes.

### Transports
Gascón est reliée à Rivera et Darregueira par le chemin provincial secondaire 001-07, et par le chemin de fer Sarmiento (ligne Huinca Renancó-General Pico-Catriló-Darregueira)).

## Toponymie
Le nom de la localité rend hommage à Esteban Agustín Gascón (Esteban Agustín Gascón (es)), avocat et homme politique argentin.

## Histoire
L'histoire de la localité commence lorsque la famille Koller, allemands de la Volga, s'installe sur son territoire. Le 15 avril 1907 est inaugurée la gare, qui prend le nom d'Esteban Agustín Gascón, ce qui constitue la date officielle de fondation de la localité. En 1908, les terrains sont fractionnés pour la première fois afin de former trois colonies : Esteban Agustín Gascón, Villa Margarita et Colonia San Antonio, Gascón étant la seule à disposer d'une gare. Après une période de croissance jusqu'au milieu des années 1950, la localité se dépeuple avec la fermeture de la gare dans les années 1960.

## Population et société
Gascón comptait 104 habitants en 2010. Elle a donc droit à une délégation municipale, représentée par Laura Varela.
On trouve un jardin d'enfants et une école primaire dans la localité.

## Économie
Il y a quelques commerces dans la localité, mais l'économie est majoritairement agricole.

## Sports

### Football
On trouve un club de football à Gascón : le Gascón Football Club.

## Culture et loisirs
Il existe une bibliothèque à Gascón.

## Patrimoine culturel et touristique
- Ancienne gare de la localité, inaugurée en 1907.